# En guerre
En guerre is een Franse film uit 2018, geregisseerd door Stéphane Brizé.

## Verhaal
Een bedrijf met meer dan duizend werknemers probeert via besparingen ten koste van de arbeiders in werking te blijven. Ondanks alle beloften besluiten ze alsnog de fabriek te sluiten. De arbeiders zijn niet akkoord en willen de beslissing aanvechten. Onder leiding van Laurent (Vincent Lindon) ondernemen ze alles om hun baan niet te verliezen.

## Rolverdeling
| Acteur           | Personage                         |
| ---------------- | --------------------------------- |
| Vincent Lindon   | Laurent Amédéo                    |
| Mélanie Rover    | Mélanie                           |
| Jacques Borderie | M. Borderie                       |
| David Rey        | Financieel directeur              |
| Olivier Lemaire  | Vakbondsafgevaardigde SIPI        |
| Isabelle Rufin   | Directeur des ressources humaines |

## Release
En guerre ging op 15 mei 2018 in première in de competitie van het filmfestival van Cannes.